# Алуштинський історико-краєзнавчий музей
Алуштинський історико-краєзнавчий музей (Краєзнавчий музей Алушти) — музей історії та культури Криму в місті Алушта. В експозиції представлені історичні, археологічні, культурні експонати, які охоплюють усі епохи та основні події історії Алушти. Наразі організаційно є відділом Центрального музею Тавриди .

## Історія
Уперше музей був відкритий у 1923 році. Із різних причин кілька разів був реорганізований, закривався і відкривався знову. Його фонди при цьому передавалися в Ялтинський, Бахчисарайський, Кримський краєзнавчі музеї. В основу сучасних фондів музею лягла колекція, яка була створена на громадських засадах у 1966 році. Музею було виділено невеличкий особняк по вулиці Леніна, 8 у мальовничому куточку Алушти неподалік від міської набережної на межі Приморського парку. Відкриття відбулося 30 березня 1971 року.
Основна діяльність музею присвячена виявленню і збиранню археологічних, етнографічних, документальних та інших матеріалів, які пов'язані з історією Алушти і Криму в цілому. Музей забезпечує їхнє наукове опрацювання, зберігання, облік та експонування. Станом на 1 січня 2016 року основний фонд Алуштинського історико-краєзнавчого музею становить 10 809 одиниць зберігання. Експозиція музею розрахована як на кримчан, так і на гостей півострова, він приймає групові екскурсії.

## Основна експозиція

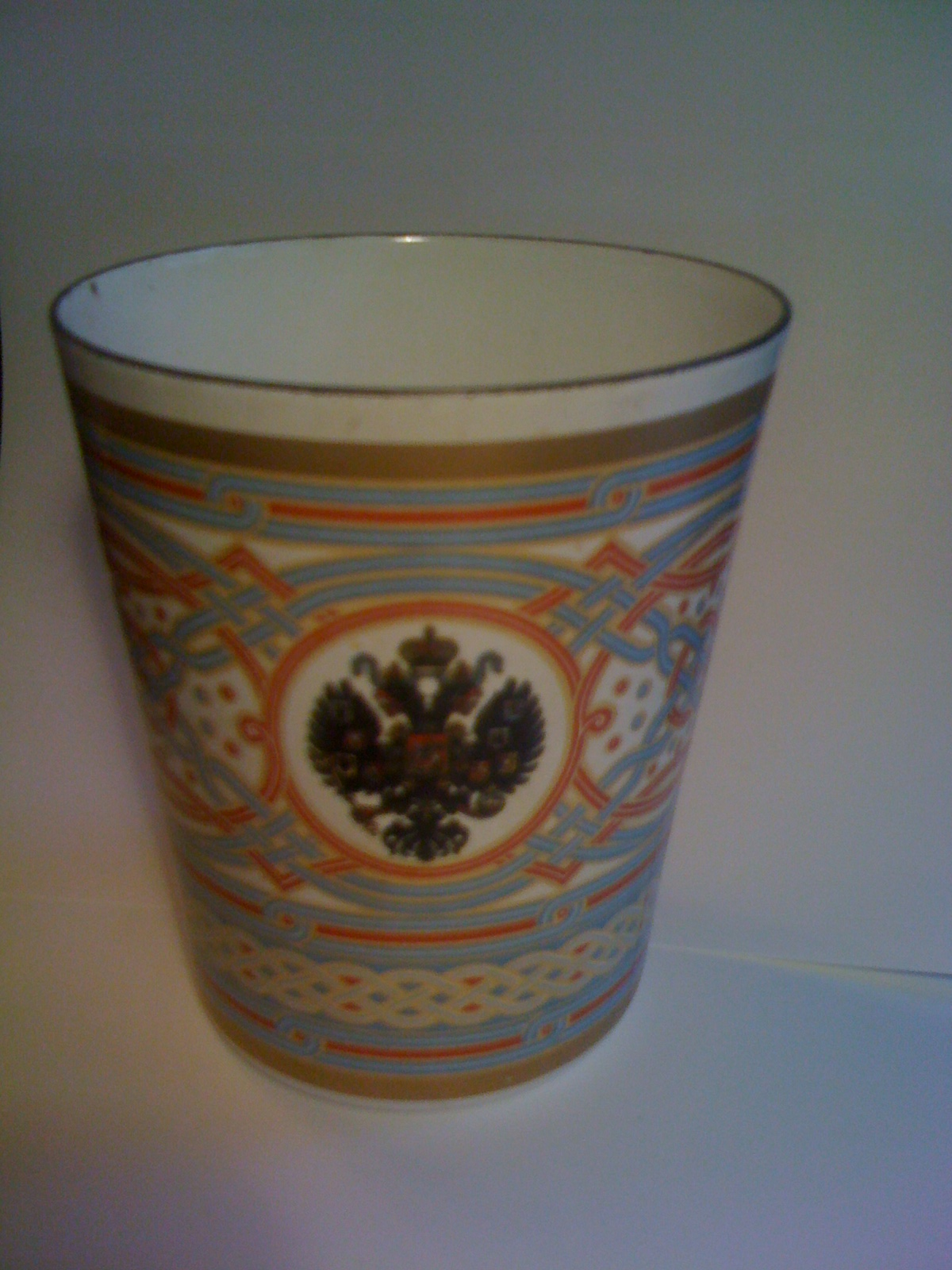
У колекції музею — подарунковий коронаційний кухоль Миколи II (1896), одна з причин Ходинки

Раннім етапам історії Алушти присвячена археологічна частина колекції. У її складі предмети в широкому хронологічному діапазоні з розкопок різних пам'яток гірського та південного Криму. Експозиція знайомить відвідувачів з артефактами, виявленими археологами в різних місцях Алуштинського району, що дають уявлення про народи древньої Тавриди, про виникнення фортеці Алустон, про історію християнства, торгових зв'язках і господарської діяльності прибережних жителів.
Друга частина експозиції присвячено історії Кримського ханства і подіями російсько-турецьких воєн. Представлені репродукції портретів історичних особистостей, гравюри, картини, копії документів пов'язаних із часом захоплення Криму Російською імперією, його освоєнням і розвитком міст Новоросійської губернії.
Далі висвітлюється набуття Алуштою статусу міста та її розвиток як курортного центру в Російській імперії і в СРСР, події Громадянської та Німецько-радянської війни.
У музеї зберігаються й особисті добірки експонатів відомих людей Алушти: Бекетова М. М. академіка архітектури, Колесникова Б. П. геоботаніка, члена кореспондента Академії Наук СРСР, Конопльова М. Н. доктора медицини, Криштоф О. Г. письменника-краєзнавця, Оя Л. В. уродженки Алушти, Грудинкіна Г. І., Яковлєва М. Г. і Старостенко-Шевцових, Насонової Е. Т. альпіністки, мешканки Алушти, першої у СРСР, якій тричі присвоїли статус «Сніжного барса»), Радиша Д. М. художника-прикладника та інших.
Музей має багату нумізматичну колекцію зі знахідок Південного узбережжя Криму і велику колекцію поштових фотокарток XIX—XX століть.

## Виставки
Музей проводить виставки з фондів музеїв Криму і Росії, вернісажі місцевих авторів. Також висвітлюються події, пов'язані з ювілеями важливих жителів Алушти, органів влади, основних підприємств та організацій міста, здравниць, установ культури. Наприклад, виставка 2018 року про історію міської поліції презентувала цікаві матеріали про діяльність в Алушті працівника ВНК Павла Макарова, реального прототипу героя роману і фільму «Ад'ютант його високоповажності».